# 戸惑いの惑星
戸惑いの惑星（とまどいのほし）は20th Centuryによって行われた舞台である。
ストレートプレイでもなく、ミュージカルでもなく、ライブでもないという形態に加え、小説の中に入り込んでしまうというフィクション色の強い設定は20th Centuryの新たな挑戦の場となった。

## 登場人物
三池 - 坂本昌行
高校時代から絵が上手いことで有名だった。「三池に似顔絵を描いてもらうと成功する」という話もある一方、三池が阿修羅像のような似顔絵を描いた人はしばらくして死んでしまう。
由利 - 長野博
幼い頃に母親がスプーンを曲げる瞬間を見たことから、研究者になった。研究者という職業上、すぐに仮説を立て数式や理論で物事を説明しようとする。妹を交通事故で亡くした。
長谷川 - 井ノ原快彦
幼いころから文章を書くことが大好きで、小説家になることが夢だった。しかし出版社に小説を持って行っても中々認められず、その中で手紙代筆業の仕事を勧められた。長谷川は手紙の代筆をするたびに自分を失っていき、人格喪失症になってしまった。三池と由利とは同じ高校で、由利の妹に恋をしていた。